# Vaughan (circonscription)
Pour les articles homonymes, voir Vaughan.
Circonscription électorale fédérale du Canada
Vaughan est une  ancienne circonscription électorale fédérale en Ontario (Canada).
La circonscription de la banlieue nord de Toronto consistait de la partie nord et est de la ville de Vaughan.
Les circonscriptions limitrophes étaient Dufferin—Caledon, Oak Ridges—Markham, Richmond Hill, York-Ouest, Etobicoke-Nord et Bramalea—Gore—Malton. 

## Résultats électoraux
|       | Candidat                  | Parti        | # de voix | % des voix |
|       | (x) Julian Fantino        | Conservateur | +38 533,  | 56,32 %    |
|       | Mario Ferri               | Libéral      | +20 435,  | 29,87 %    |
|       | Mark Pratt                | NPD          | +07 940,  | 11,6 %     |
|       | Claudia Rodriguez-Larrain | Vert         | +01 515,  | 2,21 %     |
| Total | Total                     | Total        | 68 423    | 100 %      |

| Candidat                  | Parti                        | # de voix | % des voix |
| ------------------------- | ---------------------------- | --------- | ---------- |
| Julian Fantino            | Parti conservateur du Canada | 19 290    | 49,1 %     |
| Tony Genco                | Parti libéral du Canada      | 18 326    | 46,65 %    |
| Kevin Bordian             | Nouveau Parti démocratique   | 661       | 1,68 %     |
| Claudia Rodriguez-Larrain | Parti vert du Canada         | 481       | 1,22 %     |
| Paolo Fabrizio            | Parti libertarien du Canada  | 251       | 0,64 %     |
| Leslie Bory               | Indépendant                  | 111       | 0,28 %     |
| Dorian Baxter             | Parti progressiste canadien  | 110       | 0,28 %     |
| Brian Jedan               | United Party of Canada       | 55        | 0,14 %     |

|       | Candidat                | Parti        | # de voix | % des voix |
|       | Richard Lorello         | Conservateur | +19 390,  | 34,34 %    |
|       | (x) Maurizio Bevilacqua | Libéral      | +27 773,  | 49,18 %    |
|       | Vicky Wilkin            | NPD          | +05 431,  | 9,62 %     |
|       | Adrian Visentin         | Vert         | +03 875,  | 6,86 %     |
| Total | Total                   | Total        | 56 469    | 100 %      |

## Historique
La circonscription de Vaughan a été créée en 2003 avec son trou du cul de Vaughan–King–Aurora. Abolie lors du redécoupage de 2012, elle fut dissoute parmi King—Vaughan et Vaughan—Woodbridge.
1. 2004-2010 – Maurizio Bevilacqua, PLC
2. 2010-2015 – Julian Fantino, PCC

- PCC = Parti conservateur du Canada
- PLC = Parti libéral du Canada

## Circonscription provinciale
Depuis les élections provinciales ontariennes du 4 octobre 2007, l'ensemble des circonscriptions provinciales et des circonscriptions fédérales sont identiques.
1. ↑  Élections Canada.